# زارا ياسمين
زارا يسمين (بالإنجليزية: Zaara Yesmin)‏ (ولدت في 8 يناير 1997) هي ممثلة وعارضة أزياء هندية. اشتهرت بظهورها في الفيديو الموسيقي لأغنية "Sab Ki Baaratein" التي حصدت حوالي 200 مليون مشاهدة على اليوتيوب. وقد ظهرت أيضًا في الإعلانات التلفزيونية. فازت بلقب "Femina Style Diva East" في عام 2016.

## حياة مهنية
كانت الأغنية البنجابية "إيك وار"، التي ظهرت فيها يسمين جنبًا إلى جنب مع المطربين البنجابيين فلك شابير وجورو راندهاوا، بمثابة منصة لاختراقها في صناعة الترفيه. عملت ياسمين في العديد من مقاطع الفيديو الموسيقية. بدأت حياتها المهنية مع فيلم الكانادا سوبر ستار. حصلت ياسمين على جائزة أفضل أداء من قبل حاكم ولاية ماهاراشترا شري بهاجت سينغ كوشياري في عام 2022. لعبت Zaara مؤخرًا دور البطولة في الفيديو الموسيقي "Sadi Gali 2.0" جنبًا إلى جنب مع Freddy Daruwala الذي أصدرته T-Series. وفي غضون أسبوعين، حصد الفيديو أكثر من 5 ملايين مشاهدة.

## وصلات خارجية
- زارا ياسمين على موقع IMDb (الإنجليزية)